# Legacy of Kings
Legacy of Kings é o segundo álbum de estúdio da banda sueca HammerFall, lançado em 1998. Em 2019, a Metal Hammer o elegeu como o 9º melhor álbum de power metal de todos os tempos.

## Faixas
| N.º | Título                                 | Música                     | Duração |  |
| 1.  | "Heeding the Call"                     | Strömblad / Cans / Dronjak | 4:30    |  |
| 2.  | "Legacy of Kings"                      | Strömblad / Cans / Dronjak | 4:13    |  |
| 3.  | "Let the Hammer Fall"                  | Strömblad / Cans / Dronjak | 4:16    |  |
| 4.  | "Dreamland"                            | Strömblad / Cans / Dronjak | 5:42    |  |
| 5.  | "Remember Yesterday"                   | Strömblad / Cans / Dronjak | 5:04    |  |
| 6.  | "At the End of the Rainbow"            | Cans / Dronjak / Mück      | 4:05    |  |
| 7.  | "Back to Back" (cover de Pretty Maids) | Atkins / Owen              | 3:39    |  |
| 8.  | "Stronger Than All"                    | Dronjak                    | 4:29    |  |
| 9.  | "Warriors of Faith"                    | Strömblad / Cans / Dronjak | 4:45    |  |
| 10. | "The Fallen One"                       | Strömblad / Cans / Dronjak | 4:23    |  |

### Versão coreana
| N.º | Título                            | Música | Duração |  |
| 11. | "Eternal Dark" (cover de Picture) |        |         |  |
| 12. | "Stone Cold" (ao vivo)            |        |         |  |

### Versão russa
| N.º | Título                                          | Música | Duração |  |
| 11. | "Eternal Dark" (cover de Picture)               |        |         |  |
| 12. | "Stone Cold" (ao vivo)                          |        |         |  |
| 13. | "I Want Out" (cover de Helloween)               |        |         |  |
| 14. | "Man On The Silver Mountain" (cover de Rainbow) |        |         |  |
| 15. | "The Metal Age" (ao vivo)                       |        |         |  |

## Formação
- Joacim Cans – vocal
- Stefan Elmgren – guitarra
- Oscar Dronjak – guitarra e vocais
- Magnus Rosén – baixo e vocais
- Patrik Räfling - bateria

## Desempenho nas paradas
| Parada musical (1998)                 | Melhor posição |
| ------------------------------------- | -------------- |
| Áustria (Ö3 Austria Top 40)           | 34             |
| Alemanha (Offizielle Deutsche Charts) | 15             |
| Suécia (Sverigetopplistan)            | 15             |
| Japão (Oricon)                        | 71             |